# Les Loyalistes
Pour les articles homonymes, voir Loyaliste.
Les Loyalistes est une coalition de partis politiques du centre et de droite anti-indépendantiste de Nouvelle-Calédonie. 
Initialement formée en juillet 2020 sous le nom « Les Loyalistes » pour organiser une campagne commune pour le « non » lors du référendum de 2020 sur l'indépendance de la Nouvelle-Calédonie du 4 octobre 2020, elle est devenue un intergroupe politique au Congrès de la Nouvelle-Calédonie le 13 avril 2022. Elle participe également le 6 mai 2022 à la création d'une « maison commune de la majorité présidentielle » en Nouvelle-Calédonie dirigée par Sonia Backès, à savoir une coalition pour présenter des candidatures communes avec l'étiquette nationale d'« Ensemble ! La majorité présidentielle » aux élections législatives de juin 2022 et pour défendre des positions communes dans les discussions sur l'avenir institutionnel, et qui reprend localement l'appellation d'Ensemble. 
La coalition des Loyalistes est dirigée par Sonia Backès, tandis que le groupe politique au Congrès est présidé par Françoise Suvé.

## Composition
| Parti | Parti                            | Logo | Abv. | Idéologie                                                                     | Position              | Dirigeant        |
| ----- | -------------------------------- | ---- | ---- | ----------------------------------------------------------------------------- | --------------------- | ---------------- |
|       | Les Républicains calédoniens     |      | LRC  | Anti-indépendantisme, libéralisme, républicanisme français                    | Centre droit à droite | Sonia Backès     |
|       | Mouvement populaire calédonien   |      | MPC  | Anti-indépendantisme, libéral-conservatisme, gaullisme                        | Droite                | Gil Brial        |
|       | Générations NC                   |      | GNC  | Anti-indépendantisme, régionalisme calédonien, social-libéralisme, écologisme | Centre                | Nicolas Metzdorf |
|       | Mouvement républicain calédonien |      | MRC  | Anti-indépendantisme, libéralisme                                             | Droite                | Philippe Blaise  |

## Historique

### Étymologie
Le terme de « loyalistes » apparaît au cours des années 1980 dans les médias tant métropolitains que locaux pour désigner les anti-indépendantistes néo-calédoniens, « loyalistes aux institutions républicaines françaises », sans que cette dénomination ne soit totalement approuvée par le camp concerné (son principal chef de file à cette époque, Jacques Lafleur, la rejetant tout particulièrement). 

### Fondation des Loyalistes pour les campagnes référendaires
L'alliance « Les Loyalistes » est alors d'abord constituée des partis de la coalition victorieuse aux élections provinciales de 2019 en Province Sud, L'Avenir en confiance - avec Les Républicains calédoniens (LRC, lui-même né du regroupement le 7 décembre 2017 de plusieurs personnalités ou partis dits « loyalistes », dont le Mouvement républicain calédonien ou MRC de Philippe Blaise qui reste une organisation politique active, pour la plupart dissidents de plus ou moins longue date du Rassemblement) de la présidente de l'Assemblée provinciale Sonia Backès, du Rassemblement-Les Républicains (Rassemblement-LR, parti historique de l'opposition à l'indépendance de l'archipel créé en 1977 par l'ancien homme fort de la politique locale Jacques Lafleur, d'abord proche du RPR puis associé à l'UMP et au parti national Les Républicains) du président du gouvernement Thierry Santa, du Mouvement populaire calédonien (MPC, lui-aussi associé à l'UMP puis à LR, né en 2013 d'une dissidence du Rassemblement) du 2e vice-président de l'Assemblée provinciale Gil Brial et de Tous Calédoniens (TC, fondé en 2014 par d'anciens membres de L'Avenir ensemble et des élus locaux de la Brousse, proche du parti Les Centristes) du maire de Boulouparis Pascal Vittori. Mais « Les Loyalistes » veulent élargir cette alliance afin d'aboutir à une campagne plus unitaire pour le « non », en s'ouvrant ainsi aussi à Générations NC (créé en 2019 par des dissidents du principal opposant à L'Avenir en confiance dans le camp non-indépendantiste, Calédonie ensemble, presque tous également militants de La République en marche) du maire de La Foa Nicolas Metzdorf, et à la fédération locale du Rassemblement national (RN-NC) d'Alain Descombels. Parmi la famille politique défendant le « non » à l'indépendance, seul Calédonie ensemble du député UDI Philippe Gomès décide de faire sa propre campagne à part. 
Toujours actifs pour le référendum suivant (le dernier normalement prévu par l'accord de Nouméa) du 12 décembre 2021, ils prennent cette fois-ci l'appellation de « Les Voix du Non », toujours sans Calédonie ensemble mais en organisant tout de même quelques manifestations publiques avec ce parti.

### Création du groupe Les Loyalistes au Congrès
Puis les élections nationales de 2022 provoquent une scission parmi Les Loyalistes, ainsi qu'entre les partis plus anciennement engagés dans L'Avenir en confiance. En effet, le 13 avril 2022, un groupe « Les Loyalistes » est créé par 12 élus du Congrès, tous soutenant la réélection d'Emmanuel Macron pour le second tour de l'élection présidentielle du 24 avril 2022 (et presque tous l'avaient fait dès le premier tour, à l'exception de Brieuc Frogier qui fait alors dissidence du Rassemblement et qui avait été une des quelques personnalités politiques néo-calédoniennes à avoir défendu la candidature d'Éric Zemmour). Onze d'entre eux proviennent du groupe L'Avenir en confiance, à savoir ceux des Républicains calédoniens et du MPC rejoints par Brieuc Frogier, le douzième membre étant Nicolas Metzdorf de Générations NC, jusqu'ici non-inscrit. Ils reprochent à leur ancien partenaire, Le Rassemblement-Les Républicains, un certain nombre de décisions qui, selon eux, auraient « cassé la logique unitaire », la dernière en date étant l'annonce de la candidature des dirigeants de ce parti, Thierry Santa et Virginie Ruffenach, aux élections législatives de juin 2022 dans les deux circonscriptions que compte la Nouvelle-Calédonie, sans concertation pour arriver à une candidature commune avec les autres « loyalistes ».

### La participation à l'Union loyaliste / Ensemble
Le 29 avril 2022, quatre personnalités des Républicains calédoniens - Sonia Backès, Christopher Gygès, Naia Wateou et Willy Gatuhau - signent une tribune dans le quotidien local Les Nouvelles calédoniennes appelant « à l'union des forces non-indépendantistes », sans que cela soit « exclusif aux soutiens d'Emmanuel Macron » tout en se déclarant « convaincus que pour l'intérêt des Calédoniens, les prochains députés devront travailler en étroite collaboration avec la majorité présidentielle ». Le jour même et le lendemain, Calédonie ensemble et Générations NC répondent favorablement à cet appel et annoncent publiquement rejoindre cette union. Invitée du journal télévisé du soir de Nouvelle-Calédonie La 1ère le 1er mai 2022, Sonia Backès réitère cet appel à l'union ainsi que son soutien au président de la République réélu, annonçant par ailleurs le souhait d'Emmanuel Macron de candidatures communes de ses soutiens de la présidentielle pour les législatives en Nouvelle-Calédonie, et plus précisément de Nicolas Metzdorf dans la 2e circonscription. 
Les deux dirigeants du MPC, Gil Brial et Isabelle Champmoreau, pour leur part, annoncent dans un premier temps, le 2 mai 2022, ne pas rejoindre immédiatement cette union tout en participant aux « éventuelles discussions pour la création de l’union », lui reprochant pour l'instant qu'elle soit faite pour « des raisons électorales » plutôt que pour « la défense d’un projet commun », et appelant à « une union plus large » avec « toutes les personnalités loyalistes ». Ils veulent surtout que tous les partis unis - et tout particulièrement Calédonie ensemble, jusqu'ici un opposant - s'engagent sur un certain nombre de points (le respect de la victoire du « non » aux trois référendums sur l'indépendance, la défense d'une autonomie dans la République française, le rejet de toute forme d'indépendance même associée, le refus d'une partition de l'archipel, l'égalité entre toutes les communautés, l'ouverture du corps électoral, la défense de la propriété privée contre les revendications foncières kanakes, la défense des libertés fondamentales dont celle d'entreprendre, la mise en place d'une représentativité au Congrès jugée plus « conforme à la réalité démographique et électorale » de chaque province, la révision de la clé de répartition et des financements des collectivités, la simplification administrative). 
Finalement, les candidatures avec l'investiture de la « Majorité présidentielle (Ensemble) » sont annoncées le 5 mai 2022 : le sortant Philippe Dunoyer de Calédonie ensemble dans la 1re circonscription et Nicolas Metzdorf de Générations NC dans la seconde (Philippe Gomès ayant préalablement annoncé ne pas briguer de troisième mandat). Le lendemain, l'« Union loyaliste » est confirmée entre Les Républicains calédoniens (et en son sein le MRC), Calédonie ensemble, Générations NC et le MPC afin de former un mouvement fédérateur (chaque parti conservant toutefois son existence propre) lié à La République en marche (en passe d'être rebaptisé « Renaissance ») et dirigé par Sonia Backès. Leur but est de défendre ces candidats de la « majorité présidentielle » aux élections législatives, de constituer un groupe commun baptisé « Union loyaliste » au Congrès (agrandi donc des six élus de Calédonie ensemble) et de peser ensemble dans les discussions sur l'avenir institutionnel.
Philippe Dunoyer et Nicolas Metzdorf sont finalement tous les deux élus au second tour le 19 juin 2022 face à des candidats indépendantistes, avec respectivement 66,4 % et 54,23 % des suffrages exprimés (après avoir obtenu 40,83 % et 33,7 % au premier tour),. Tous deux siègent au sein du groupe Renaissance (RE) à l'Assemblée nationale.
Puis, après la victoire de leurs candidats, ils créent officiellement une confédération dont les statuts sont présentés le 22 juin 2022, et dont le nom comme le logo reprennent ceux utilisés par la majorité présidentielle pendant les législatives : « Ensemble ! ». 
Mais, par la suite, aucun groupe commun n'est formé, Loyalistes et Calédonie ensemble retrouvant des positions et stratégies différentes. Les Loyalistes ne proposent qu'une candidature pour l'un des deux postes à pourvoir aux élections sénatoriales : Sonia Backès, avec pour suppléant Gil Brial.

## Personnalités membres des Loyalistes

### Dirigeante
Sonia Backès, présidente fondatrice du parti Les Républicains calédoniens, est présentée dans les médias nationaux comme locaux comme la cheffe de file des Loyalistes,.

### Au Congrès
Au Congrès de la Nouvelle-Calédonie, l'intergroupe Les Loyalistes est créé le 13 avril 2022 par 12 membres (porté momentanément à 13 avec le ralliement en août 2023 d'une ancienne militante de L'Éveil océanien qui a toutefois démissionné de l'intergroupe le jour même, puis redescendu à 11 à partir du 15 janvier 2025 par le jeu de chaises musicales provoqué par le retour d'un ancien membre du gouvernement, Yoann Lecourieux, provoquant le départ de l'assemblée de son suivant de liste de 2019 Jean-Gabriel Favreau). Leurs membres sont tous des conseillers provinciaux du Sud et sont issus de deux listes concurrentes des élections provinciales de 2019 : celle L'Avenir en confiance de Sonia Backès et celle de Calédonie ensemble de Philippe Gomès. La présidente du groupe Les Loyalistes est Françoise Suvé, et ses porte-parole sont Gil Brial et Nicolas Metzdorf. Ses membres sont :
- Sonia Backès (présidente fondatrice de LRC depuis 2017, cheffe de file des Loyalistes depuis 2020, coordinatrice de l'Union loyaliste Ensemble depuis 2022, présidente de l'Assemblée de la Province Sud depuis 2019, tête de la liste « UCF » en 2014 et L'Avenir en confiance en 2019, ancienne présidente des groupes UCF en 2014, Les Républicains de 2015 à 2017 puis Les Républicains calédoniens de 2017 à 2019, ancienne secrétaire d'État chargée de la Citoyenneté de 2022 à 2023, ancienne membre du gouvernement de la Nouvelle-Calédonie de 2009 à 2015, ancienne conseillère municipale de Nouméa de 2014 à 2020)
- Marie-Jo Barbier (MPC, ancienne conseillère municipale de Nouméa de 2001 à 2020, ancienne 15e puis 14e adjointe au maire de Nouméa chargée de l'état civil, de l'enfance et de la famille de 2008 à 2014), membre du Congrès depuis le 6 juillet 2019 en remplacement d'Isabelle Champmoreau (élue au gouvernement)
- Philippe Blaise (co-secrétaire général des Républicains calédoniens depuis 2017 et président fondateur du MRC depuis 2011, ancien co-porte-parole et vice-président du groupe L'Avenir en confiance de 2019 à 2022, 1er vice-président de l'Assemblée de la Province Sud depuis 2019, conseiller municipal de Nouméa depuis 2014)
- Gil Brial (président du MPC depuis 2018, 3e puis 2e vice-président de l'Assemblée de la Province Sud depuis 2012, co-porte-parole de l'intergroupe depuis 2022, conseiller municipal de Dumbéa depuis 2014)
- Lionnel Brinon (Les Républicains calédoniens, ancien secrétaire général de Tous Calédoniens de 2015 à 2018, conseiller municipal de La Foa depuis 2014 et 1er adjoint au maire depuis 2020)
- Brieuc Frogier (ex-Rassemblement-LR, fils du sénateur, signataire de l'accord de Nouméa et ancien président du parti Pierre Frogier, Mont-Dore)
- Muriel Malfar-Pauga (Les Républicains calédoniens, dirigeante de « Passionnément Dumbéa », ancienne médiatrice du logement au gouvernement de la Nouvelle-Calédonie de 2018 à 2019, conseillère municipale de Dumbéa de 2001 à 2020)
- Nicolas Metzdorf (président fondateur de Générations NC depuis 2019, co-porte-parole de l'intergroupe depuis 2022, député Renaissance de la 2e circonscription depuis 2022, responsable des « Jeunes ensemble » de 2010 à 2019, membre fondateur du Collectif pour un drapeau commun en 2010, ancien membre du gouvernement de la Nouvelle-Calédonie de 2017 à 2019, ancien maire de La Foa de 2020 à 2022, originaire de Poya)
- Alésio Saliga (vice-président des Républicains calédoniens depuis 2017, Nouméa)
- Françoise Suvé (Les Républicains calédoniens-« Avec nous, ça va changer », présidente du groupe Les Loyalistes depuis 2022, 7e puis 8e adjointe au maire de Nouméa chargée de l'environnement et du développement durable depuis 2014)
- Naia Wateou (groupe Les Loyalistes-Les Républicains calédoniens, cheffe du groupe L'Avenir en confiance à l'Assemblée de la Province Sud depuis 2019, conseillère municipale de Nouméa depuis 2020, suppléante du député Renaissance de la 1re circonscription Philippe Dunoyer depuis 2022, originaire d'Ouvéa)

Il y a donc, à partir du 15 janvier 2025, un ancien membre de l'intergroupe :
- Jean-Gabriel Favreau (co-animateur du pôle vie militante des Républicains calédoniens depuis 2017, conseiller financier, champion de funboard), membre du Congrès du 6 juillet 2019 au 15 janvier 2025 en remplacement de Yoann Lecourieux (élu au gouvernement)

### En Province Sud
Il n'y a pas, au 12 septembre 2023, de groupe unitaire encore constitué. Les membres de la confédération sont donc répartis entre deux groupes : L'Avenir en confiance (14 élus jusqu'au 15 janvier 2025 puis 13 conseillers, dirigé par Naia Wateou) et Générations NC (2 élus, dirigé par Nina Julié). Totalisant 16 puis 15 sièges sur 40, ils disposent d'une majorité relative depuis mai 2022, complétée par une coopération ponctuelle avec les groupes Agissons pour le Sud (dominé par Le Rassemblement depuis son départ de L'Avenir en confiance), Calédonie ensemble ou L'Éveil océanien. Leurs membres sont :
- Sonia Backès (L'AEC-LRC, présidente)
- Marie-Jo Barbier (L'AEC-MPC, Enseignement)
- Philippe Blaise (L'AEC-LRC-MRC, 1er vice-président)
- Gil Brial (L'AEC-MPC, 2e vice-président)
- Lionnel Brinon (L'AEC-LRC)
- Jean-Gabriel Favreau (L'AEC-LRC, Jeunesse, Sports et Loisirs)
- Brieuc Frogier (L'AEC-ex-Rass.-LR)
- Nina Julié (Générations NC)
- Muriel Malfar-Pauga (L'AEC-LRC-« Passionnément Dumbéa », Habitat, Urbanisme et Aménagement)
- Nicolas Metzdorf (Générations NC)
- Alésio Saliga (L'AEC-LRC)
- Christiane Saridjan-Verger (L'AEC-LRC, à p. du 6 juillet 2019)
- Françoise Suvé (L'AEC-LRC-« Avec nous, ça va changer », Équipements, Énergie et Transports, SECAL)
- Julien Tran-Ap (L'AEC-MPC, du 6 juillet 2019 au 15 janvier 2025)
- Léa Tripodi (L'AEC-MPC, Emploi et Formation professionnelle, à p. du 6 juillet 2019)
- Naia Wateou (L'AEC-LRC, cheffe du groupe, Développement économique)

### Au Gouvernement néo-calédonien

#### 17egouvernement(opposition, 2021-2025)
Lors de la désignation du 17e gouvernement, le 17 février 2021, le groupe L'Avenir en confiance au Congrès avait présenté une liste qui avait obtenu 18 voix, soit 17 venant de son groupe (un des bulletins, sans savoir lequel, s'étant porté sur la liste de l'Union nationale pour l'indépendance UNI) en plus de celle de Nicolas Metzdorf de Générations NC. Elle avait donc gagné 4 des 11 sièges à pourvoir, à savoir les mêmes personnalités que dans l'exécutif précédent qui continuent donc de laisser leur siège au Congrès et à l'Assemblée provinciale du Sud à leur suivant de liste après leur entrée en fonction effective le 16 juillet 2021. Lors de la formation du groupe « Les Loyalistes » au Congrès le 13 avril 2022, ce sont deux de ses membres qui y sont rattachés :
- Isabelle Champmoreau (MPC, Vice-présidente, Enseignement, Enseignement supérieur, Égalité des chances, Santé scolaire, Famille, Égalité des genres, Lutte contre les violences conjugales et Bien-être animal)
- Christopher Gygès (LRC, Économie numérique, Économie de la mer, Transition énergétique, Développement des énergies renouvelables, Dialogue social et Suivi des zones franches)

#### 18egouvernement(majorité, depuis 2025)
Lors de la désignation du 18e gouvernement, le 7 janvier 2025, l'intergroupe « Les Loyalistes » au Congrès forme une liste commune avec le groupe Rassemblement qui a obtenu 19 voix, soit les 12 venant de l'intergroupe, 6 du Rassemblement en plus de celle de Aniseta Tufele, également du Rassemblement mais de la ligne de Georges Naturel et Yoann Lecourieux en dissidence par rapport à la direction de leur parti depuis 2023. Cette liste a donc gagné 4 des 11 sièges à pourvoir, à savoir trois sortants de l'exécutif précédent qui continuent donc de laisser leur siège au Congrès et à l'Assemblée provinciale du Sud à leur suivant de liste après leur entrée en fonction effective le 15 janvier 2025, seul Yoann Lecourieux faisant son retour comme non-inscrit dans ces deux institutions et provoquant donc le départ de Jean-Gabriel Favreau du Congrès et de Julien Tran-Ap de l'Assemblée provinciale. Le quatrième et nouveau membre du gouvernement issu de cette liste, Alcide Ponga, élu Rassemblement pour le Nord, est porté à la présidence. Il y a donc deux membres de cet exécutif qui sont rattachés à l'intergroupe, à savoir toujours :
- Isabelle Champmoreau (MPC)
- Christopher Gygès (LRC)

### Maires
Lors de la création du groupe « Les Loyalistes » au Congrès le 13 avril 2022, trois communes étaient dirigées par des maires membres ou proches de l'un des partis le composant (La Foa, Nouméa, Païta). Il s'agit de : 
- La Foa : Nicolas Metzdorf (GNC, jusqu'au 12 juillet 2022) puis Florence Rolland (GNC)
- Nouméa : Sonia Lagarde (LREM/RE)
- Païta : Willy Gatuhau (LRC, jusqu'au 3 mai 2024) puis Maryline d'Arcangelo (LRC, depuis le 3 juin 2024)